# Кура (район)
Кура (араб. قضاء الكورة‎) — один из 25 районов Ливана, входит в состав провинции Северный Ливан.
Административный центр района — город Амион.

## География
Район расположен в северо-западной части Ливана и занимает площадь 173 км². На севере граничит с районом Триполи, на юге — с районом Батрун, на востоке — с районами Згарта и Бишари, на западе омывается водами Средиземного моря.

## Муниципалитеты
Административно район разделён на 34 муниципалитета.